# Luis Barrufa
Luis Alberto Barrufa Casenave (ur. 11 lutego 1946 w Montevideo, zm. 8 lutego 2021 tamże) – urugwajski kolarz torowy, uczestnik Letnich Igrzysk Olimpijskich 1968 w Meksyku.

## Wyniki olimpijskie
| Igrzyska    | Konkurencja                   | Czas    | Wynik |
| ----------- | ----------------------------- | ------- | ----- |
| Meksyk 1968 | 1000 m ze startu zatrzymanego | 1:06.27 | 13.   |